# Loran Béru
 (décembre 2011).

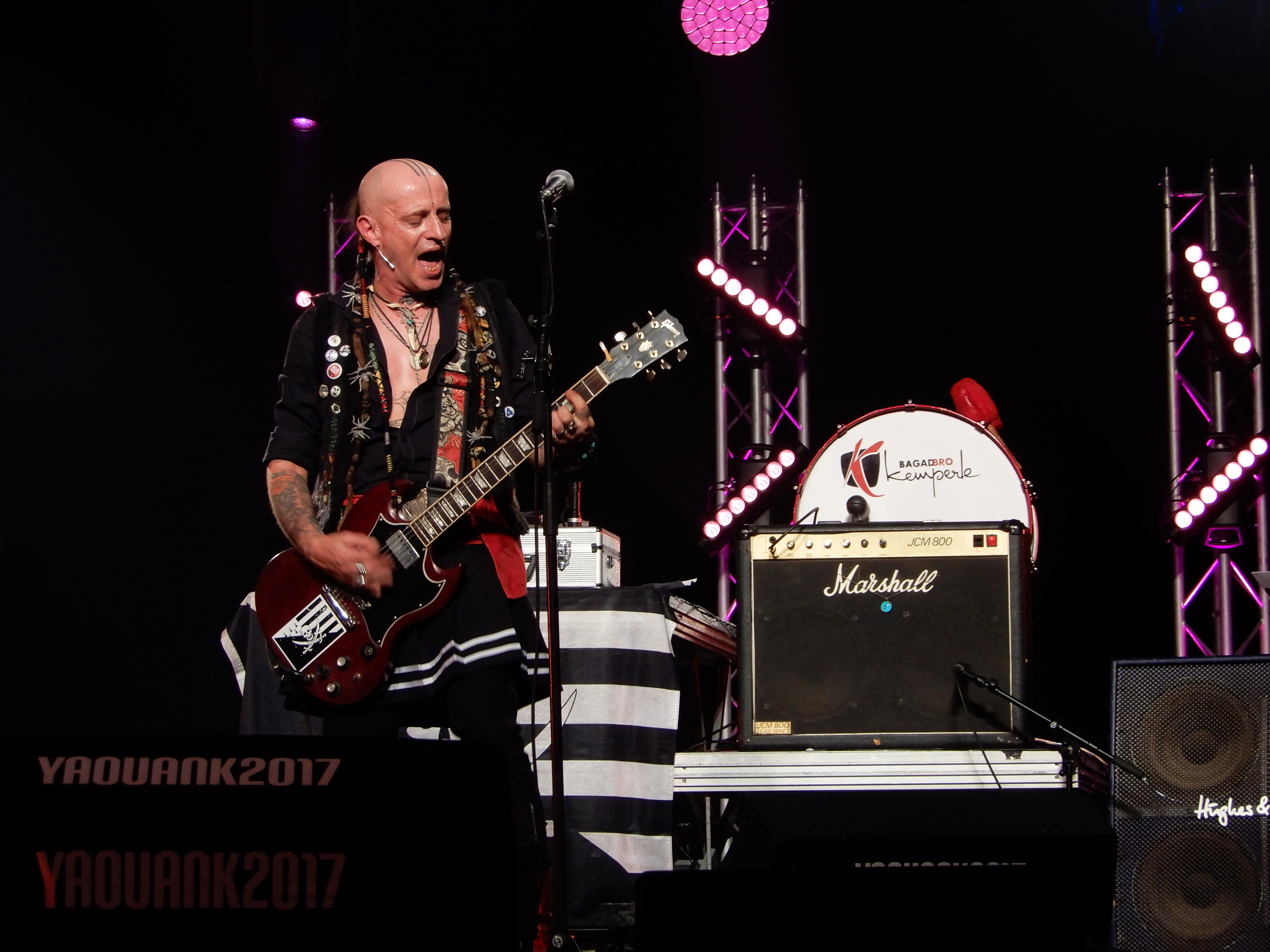
Loran Béru et Les Ramoneurs de Menhirs au Festival Yaouank en 2017.

Loran Béru, né le 31 mars 1964 à Sélestat (Alsace), est un guitariste et chanteur français de punk rock, d'origine grecque, ancien membre du groupe Bérurier Noir. Il joue actuellement dans Les Ramoneurs de menhirs.

## Biographie

### Vie de famille
Loran est issu d'une famille grecque immigrée en France, il a adopté une fille et est le père biologique de quatre enfants.
En parallèle de son activité musicale au sein du groupe Bérurier Noir, Loran a travaillé notamment au centre de loisirs de Torcy jusqu'en 1988. Loran évoque quelques anecdotes de sa vie en banlieue parisienne dans les années 1980 dans le documentaire 93 La Belle Rebelle, réalisé par Jean-Pierre Thorn.

### Carrière musicale
Loran débute dans le groupe punk rock Guernica en tant que guitariste. Il intègre ensuite le groupe Béruriers, puis fonde avec Fanfan le groupe français Bérurier Noir en 1983. Après la séparation de Bérurier Noir en 1989, il rejoint Parabellum pendant un certain temps[Combien ?] avant de suivre Kick dans Ze6 en 1991 pendant deux ans. Ensuite il parcourt l'Europe et ses nombreux squats autonomes avec la tribu punk-nomade Tromatism qui cessera ses activités en 1999. Certains d’entre eux créeront après la troupe de théâtre punk "Le Poulailler"[réf. souhaitée], interprétant la pièce La mère de ta mère adaptée d’un roman de Bernard Werber. Loran accompagné de Tof Miss Helium forme alors un duo musical sous le nom d’A.D.[réf. souhaitée], en hommage à Action Directe, accompagnant musicalement les représentations du Poulailler jusqu’à la séparation de la troupe en 2001. Après 2003[Jusqu'à quand ?], il joue dans le groupe de reprises punk Lorans Outangs. 
En 2005, il intervient sur l’album des sonneurs bretons Bévillon & Gorce puis fonde avec eux Les Ramoneurs de menhirs. Le groupe adapte la musique bretonne au punk. Bérurier Noir se reforme temporairement à plusieurs reprises, entre 2003 et 2006. Il joue également avec Masto et sans François leur répertoire des Bérurier Noir sous le nom de Amputé.

## Prises de position
Au sein des différentes formations musicales dans lesquelles il a joué Loran a exprimé à travers ses chansons de nombreux positionnements politiques. Anarchiste revendiqué, les textes qu'il chante s'inscrivent dans les courants anti-impérialiste, antiraciste et antifasciste avec des titres comme Porcherie, Salut à toi ou Mourir à Paris.
En 2017, durant l'entre deux tours de l'élection présidentielle, il poste une vidéo dans laquelle il appelle à voter pour Emmanuel Macron afin de faire barrage au Front national lors du second tour du scrutin.

## Discographie

### Avec Guernica
- 1983 : Gloco[8]

### AvecBérurier noir
- 1983 : Macadam massacre

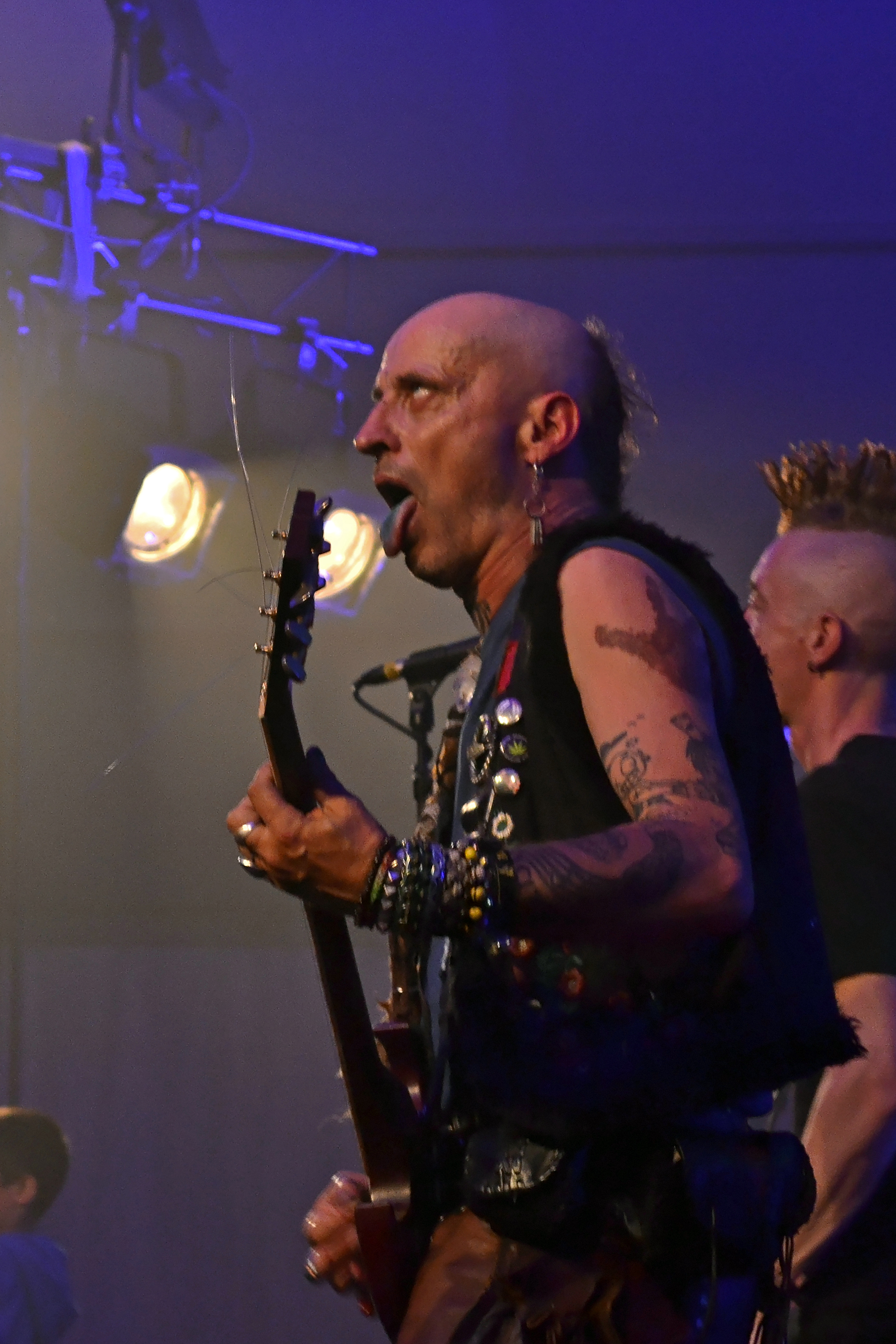
Loran avec Les Ramoneurs de menhirs

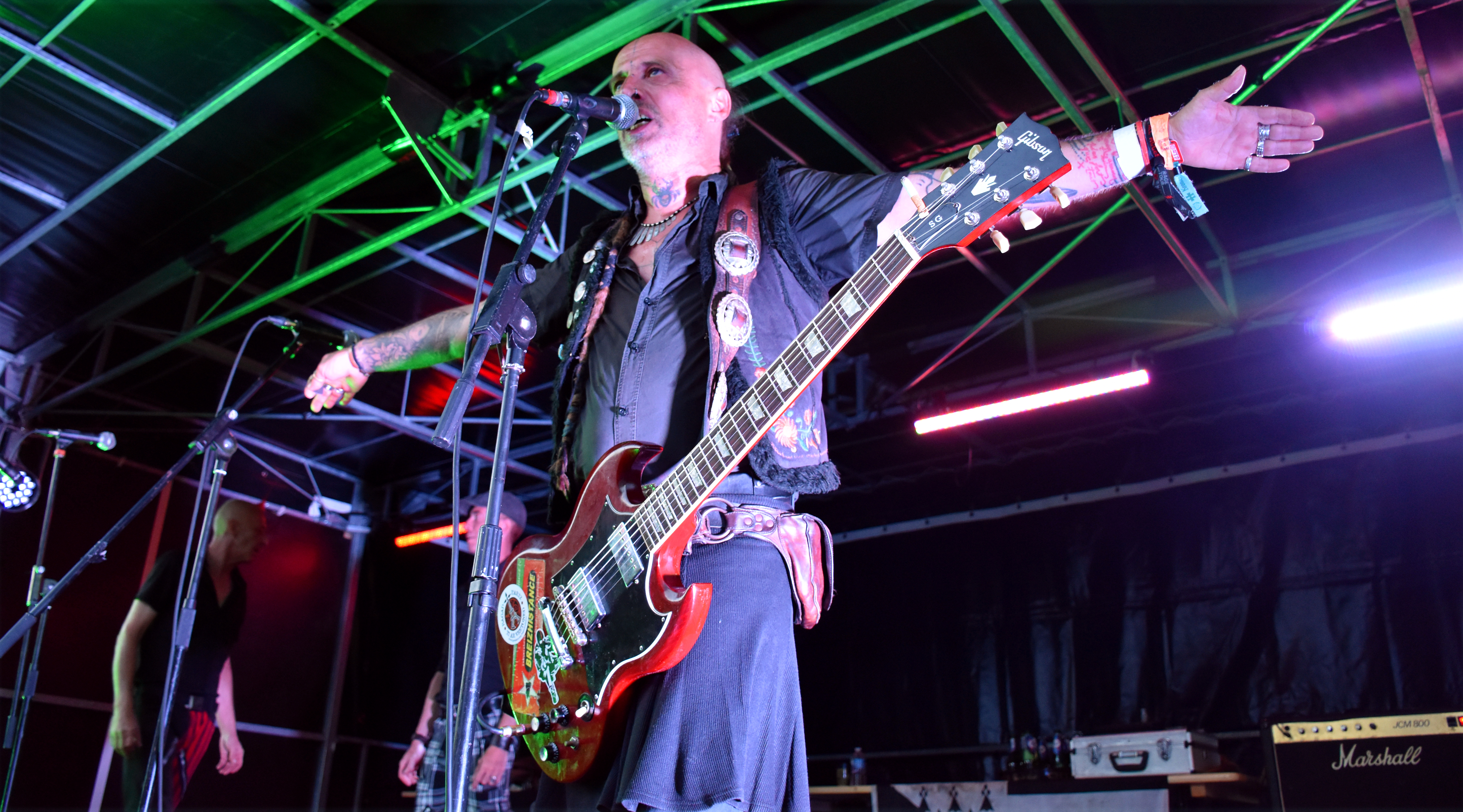
Loran Béru et Les Ramoneurs de Menhirs à Plouha en 2019

- 1983 : Meilleurs extraits des deux concerts à Paris
- 1983 : Nada
- 1984 : Macadam massacre
- 1984 : Nada 84
- 1985 : Concerto pour détraqués
- 1985 : Nada nada
- 1985 : Joyeux merdier
- 1986 : L'empereur tomato ketchup
- 1987 : Abracadaboum
- 1988 : Ils veulent nous tuer
- 1988 : Nuit Apache (EP)
- 1988 : Makhnovtchina
- 1988 : Viêt Nam-Laos-Cambodge
- 1989 : Souvent fauché, toujours marteau
- 1990 : Viva Bertaga
- 1995 : Carnaval des agités
- 1998 : La Bataille de Pali-Kao
- 1999 : Enfoncez l'clown
- 2003 : Même pas mort
- 2005 : L'Opéra des loups
- 2006 : Chants des meutes
- 2006 : Invisible

Œuvres en ligne
- 2015 : Mourir à Paris[9]

### Titres inédits, collaborations
- 2006 : Landscape, sur l'album Le réveil du versant oublié (FZM) avec Hydra.

### AvecLes Ramoneurs de menhirs
- 2007 : Dans An Diaoul
- 2010 : Amzer An Dispac'h !
- 2014 : Tan ar Bobl
- 2017 : Breizh Anok